# Isoteinon anomoeus
Isoteinon anomoeus is een vlinder uit de familie van de dikkopjes (Hesperiidae).
De originele naamcombinatie (protoniem) was Apaustus anomoeus Plötz, 1879. De wetenschappelijke naam van de soort is voor het eerst geldig gepubliceerd in 1879 door Plötz. Een volgende naamrecombinatie werd gepubliceerd als Astictopterus anomoeus (Plötz, 1879).
Het was een spelfout als "Astictopterus anomaeus [sic]"